# 1433

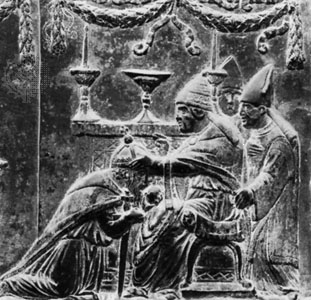
Eugenius IV kroont Sigismund tot keizer

Het jaar 1433 is het 33e jaar in de 15e eeuw volgens de christelijke jaartelling.

## Gebeurtenissen
februari
- februari - In Henegouwen wordt de edelman Gilles van Mortagne gearresteerd voor het beramen van een aanslag op de Ruwaard Filips de Goede. Hij zou daartoe zijn aangezet door de landsvrouwe Jacoba van Beieren.

april
- 12 - Verdrag van Den Haag: Jacoba van Beieren doet afstand van haar grafelijke rechten ten gunste van Filips de Goede. Deze laat haar geliefde/echtgenoot Frank van Borssele vrij.
- 22 - Huwelijk van Jan van Bedford en Jacoba van Luxemburg.
- april - De Sibetsburg, het kasteel van Wilhelmshaven, in handen van zeerovers, wordt verwoest door de Hanze.

mei
- 11 - Huwelijk van Willem III van Beieren en Margaretha van Kleef
- 22 - Gilles van Mortagne wordt in Bergen (Henegouwen) ter dood gebracht.
- 31 - Paus Eugenius IV kroont Sigismund tot keizer van het Heilige Roomse Rijk.

juli
- 29 - Het concilie van Bazel ontzegt de paus het recht om hoogwaardigheidsbekleders bijeen te roepen en geeft hem 60 dagen om zich terug te trekken. Paus Eugenius IV verklaart al wat tegen hem besloten wordt tot nul en generlei waarde.

september
- september - Cosimo de' Medici wordt uit Florence verbannen

november
- 30 - Compacta van Praag: Verdrag tussen de katholieken en Hussieten in Bohemen. De radicale taborieten verwerpen het verdrag, en vinden zich nu tegen een samenwerkingsverband van de gematigde calixtijnen en de katholieken geplaatst.

december
- 15 - Bestand van Łęczyca: Wapenstilstand tussen de Duitse Orde en Polen voor 12 jaar. Beide partijen behouden de gebieden die ze bezetten.
- 15 - Met de bul Dudum Sacrum verklaart paus Eugenius IV het Concilie van Bazel ontbonden.

zonder datum
- Zheng He keert terug in China van zijn zevende, laatste en grootste expeditie.
- Gersau wordt een vrije Rijksrepubliek, zie Republiek Gersau.
- Oudst bekende vermelding: Tallum

## Opvolging
- Holland en Henegouwen - Jacoba van Beieren opgevolgd door Filips de Goede van Bourgondië
- Lan Xang - Lue Sai opgevolgd door Khai Bua Ban
- Penthièvre - Olivier van Châtillon opgevolgd door zijn broer Jan van Châtillon
- Portugal - Johan I opgevolgd door zijn zoon Eduard
- Saint-Pol - Peter I van Luxemburg opgevolgd door zijn zoon Lodewijk
- Sicilië (onderkoning) - Pedro Felice opgevolgd door koning Alfons V
- Troppau - Przemko van Troppau opgevolgd door zijn zoons Wenceslaus II, Nicolaas IV, Willem, Ernst en Przemko II

## Afbeeldingen

Jan van Eyck: Portret van een man met rode tulband
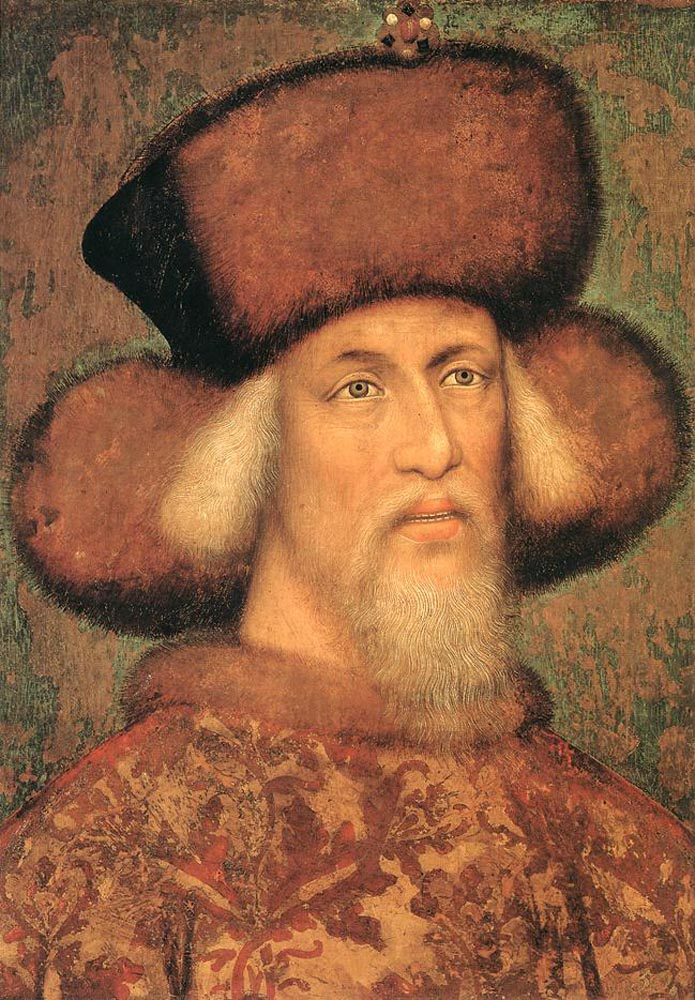
Pisanello (toegeschreven aan): Keizer Sigismund
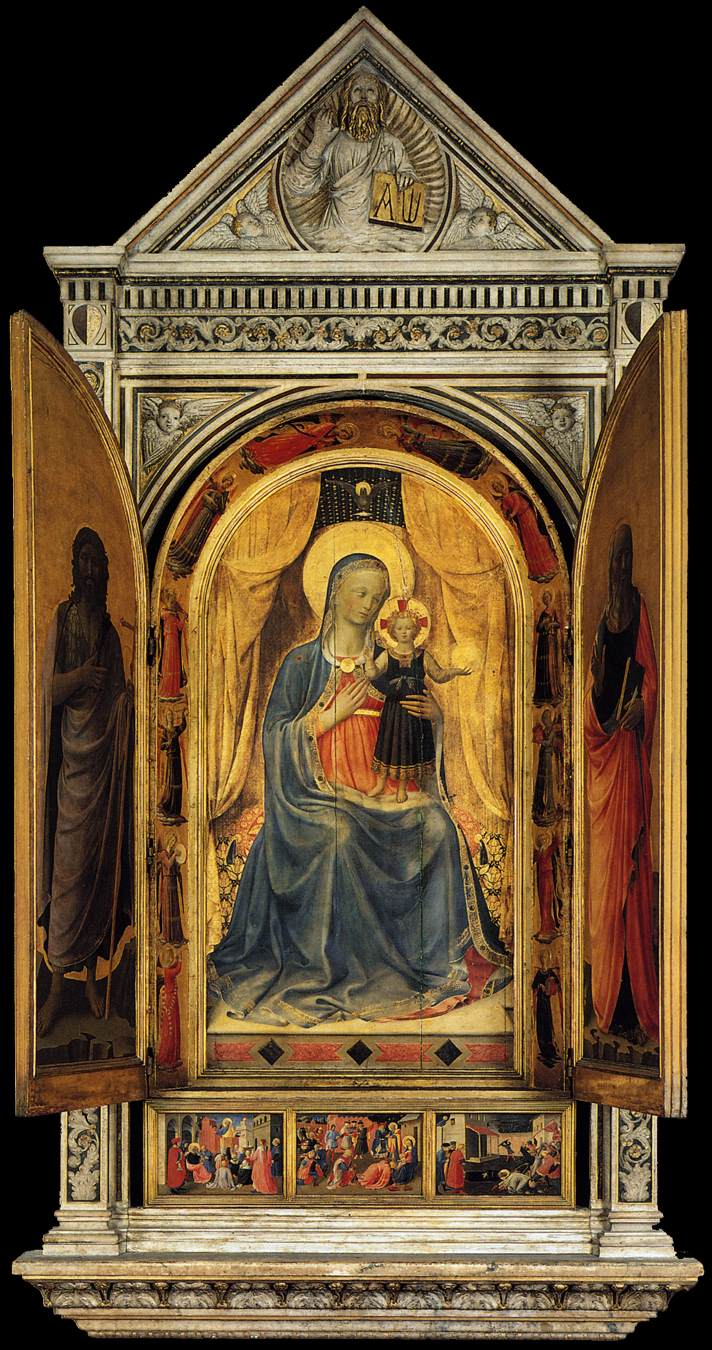
Fra Angelico: Tabernakel van de Linaioli

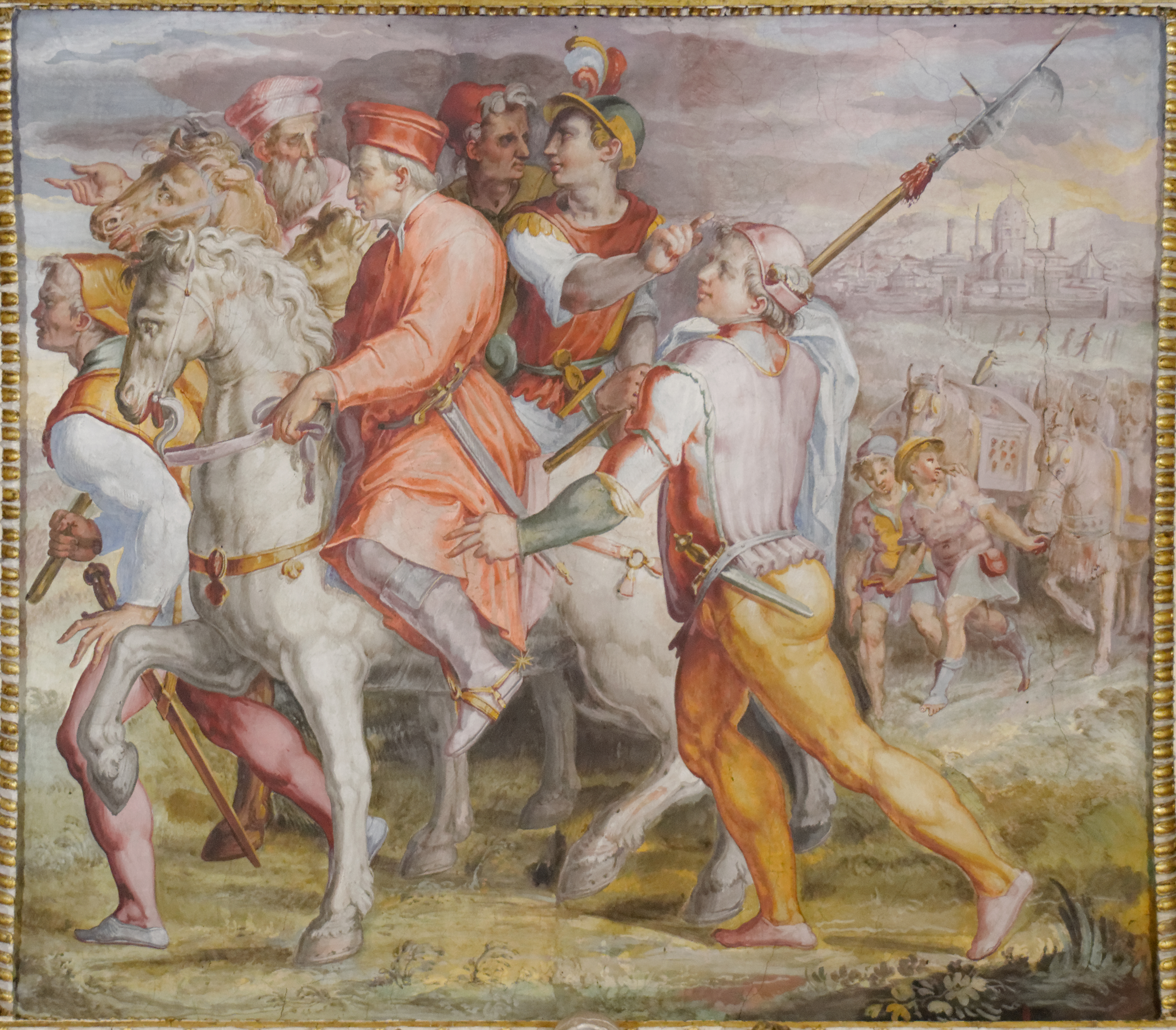
Cosimo de Medici gaat in ballingschap
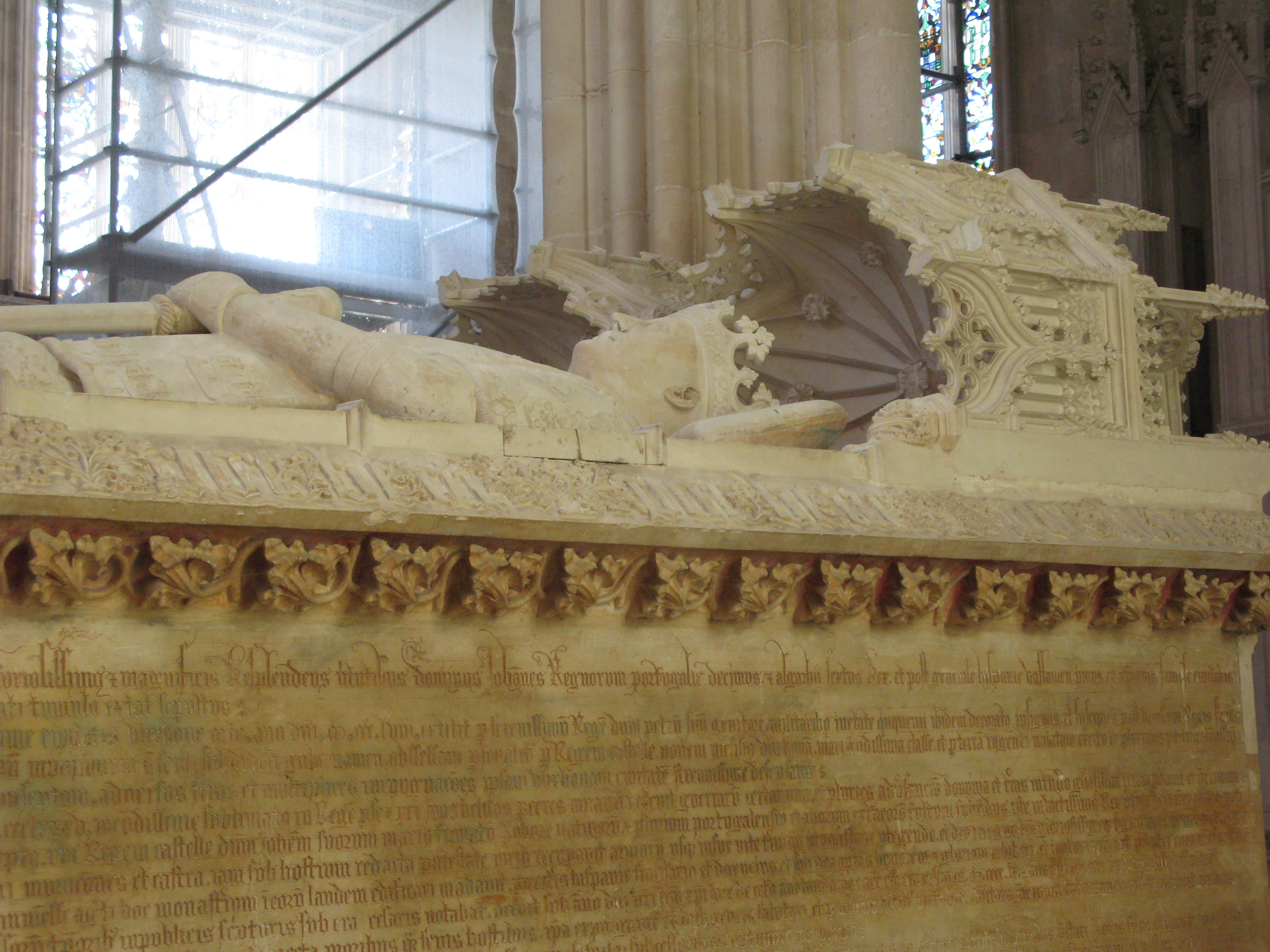
Graftombe van Johan I van Portugal
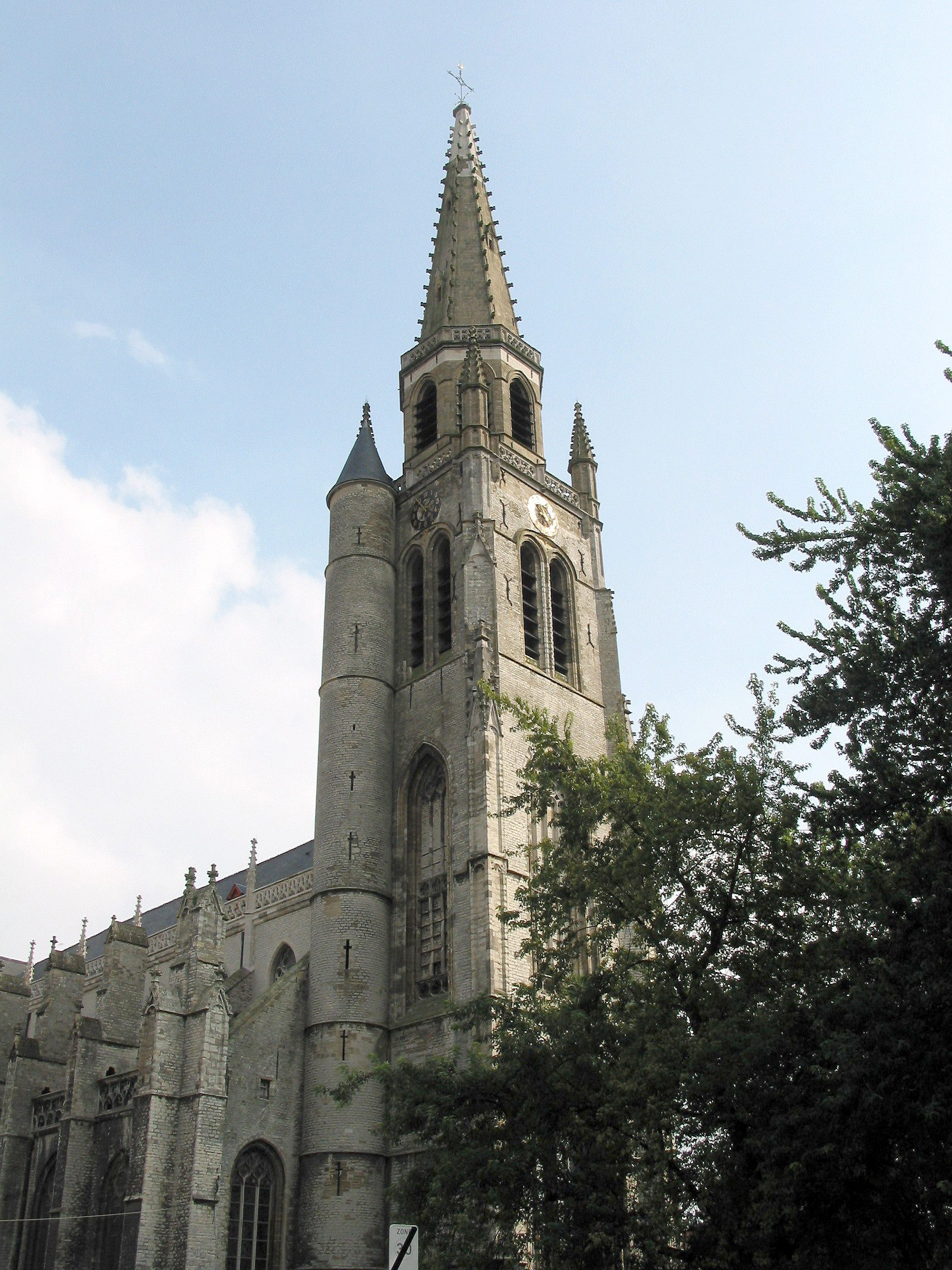
Sint-Medarduskerk, Wervik (toren 1433)
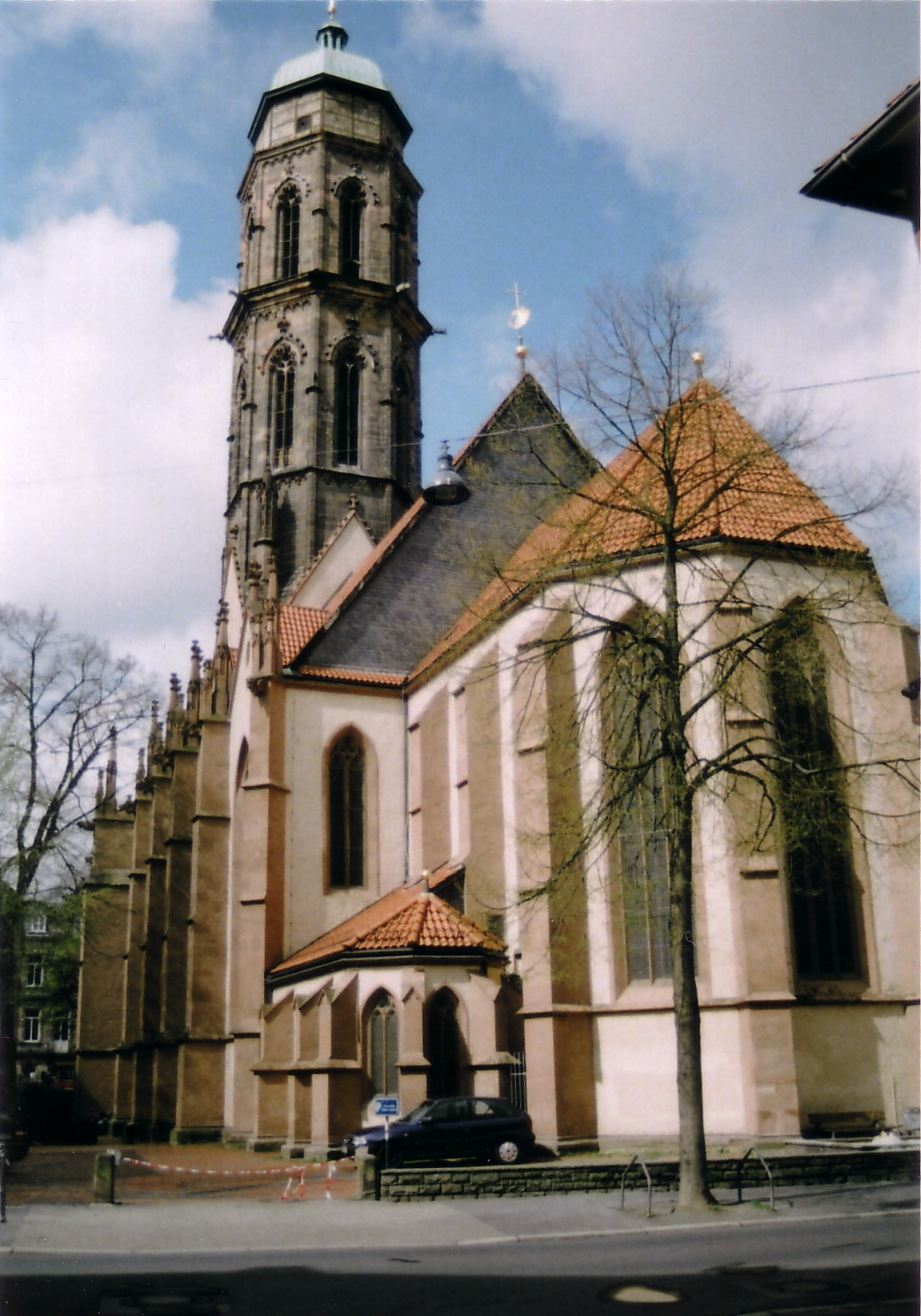
Sint Jacobikerk, Göttingen (voltooid 1433)

## Geboren
- 31 augustus - Sigismondo d'Este, Italiaans staatsman
- 19 oktober - Marsilio Ficino, Italiaans arts en filosoof
- 17 september - Jacob van Coimbra, Portugees prins en kardinaal
- 10 november - Karel de Stoute, hertog van Bourgondië (1467-1477)
- 17 november - Ferdinand van Viseu, Portugees prins
- Robert Gaguin, Frans humanist
- George van Baden, Duits edelman en bisschop
- Gwijde van Brimeu, Bourgondisch staatsman
- Jacob van Armagnac, Frans edelman
- Jan II, graaf van Gorizia
- Justus Nicolaas I van Hohenzollern, Duits edelman
- Karel II van Bourbon, Frans edelman en aartsbisschop
- Kettil Karlsson, Zweeds geestelijke en staatsman
- Künga Legpa, vorst van Tibet (1448-1481)
- Ladislaus Hunyadi, Hongaars staats- en krijgsman
- Pieter van Hénin, Zuid-Nederlands edelman
- Stefanus III, woiwode van Moravië (1457-1504)
- Francesco Colonna, Italiaans schrijver (jaartal bij benadering)
- Giovanni Giocondo, Italiaans geleerde (jaartal bij benadering)
- Wolfert VI van Borselen, Hollands staatsman (jaartal bij benadering)

## Overleden
- 14 april - Liduina van Schiedam (53), Nederlands heilige
- 1 juni - Jacobus II van Urgell (~52), Aragonees edelman
- juni - Jan I van Brosse (~57), Frans edelman
- 15 juli - Andreu Bertran, Aragonees staatsman en bisschop
- 25 juli - Sibet Papinga (~40), Fries hoofdeling
- 14 augustus - Johan I (76), koning van Portugal (1385-1433)
- 21 september - Zweder van Culemborg, bisschop van Utrecht (1425-1432)
- 27 september - Johanna van Valois (42), echtgenote van Jan V van Bretagne
- 28 september - Olivier van Châtillon (~46), Frans edelman
- 28 september - Przemko van Troppau (~68), Silezisch edelman
- 1 december - Go-Komatsu (56), keizer van Japan (1382-1412)
- Arnt van Lomme, Limburgs politicus
- Gerard VII van Holstein (~29), Duitse edelman
- Lê Lợi, keizer van Vietnam
- Lue Sai, koning van Lan Xang (1432-1433) (zelfmoord)
- Peter I van Luxemburg (~43), Frans edelman
- Willem VII van Horne, Brabants edelman